# Salvatore Dibilio
‌
Pas d'image ? Cliquez ici

a Compétitions nationales et continentales officielles uniquement.

Salvatore Dibilio, né le 21 mars 1969 à Grenoble, est un joueur français de rugby à XV qui évolue au poste de pilier.

## Biographie
Salvatore Dibilio intègre l'équipe première de son club formateur sous l’ère des « Mammouths de Grenoble ». Il dispute notamment le quart de finale contre le Stade toulousain et se voit par la suite privé du titre de champion de France en 1993, défait 14 à 11 par le Castres olympique dans des conditions rocambolesques.
Salvatore Dibilio signe ensuite au Stade français où il devient champion de France du groupe B en 1996.

## Palmarès
Avec le FC Grenoble
- Championnat de France de première division :
  - Vice-champion (1) : 1993

Avec le Stade français CASG
- Championnat de France groupe B :
  - Champion (1) : 1996